# ماريانو بوتش
ماريانو بوتش (بالإسبانية: Mariano Puch)‏ هو لاعب كرة قدم أرجنتيني في مركز الوسط، ولد في 13 أغسطس 1990 في Francisco Álvarez ‏ في الأرجنتين. لعب مع أتلتيكو أتلانتا.

## وصلات خارجية
- ماريانو بوتش على موقع قاعدة بيانات كرة القدم.إي يو (الإنجليزية)
- ماريانو بوتش على موقع Soccerway.com (الإنجليزية)